# كليف جونز
كليف جونز (بالإنجليزية: Cliff Jones) ولد في 7 فبراير عام 1935 في سوانزي هو لاعب كرة قدم ويلزي يلعب في مركز الجناح وشارك في 59 مباراة مع المنتخب الويلزي بين عامي 1954 و 1969 سجل فيها 16 هدف .

## سوانزي سيتي
بدأ مسيرته الكروية عام 1952 مع نادي منطقته سوانزي، واستمر معهم حتى عام 1958 , شارك في 168 مباراة وسجل 47 هدف قبل أن ينتقل إلى توتنهام هوتسبير اللندني مقابل 35,000 ألف باوند (صفقة قياسية آنذاك)..

## توتنهام هوتسبير
بعد أنضمامه لتوتنهام عام 1958 أصبح جزءاً أساسياً من فريق توتنهام الذي حقق الدوري والكأس والدرع موسم 1960\1961 , وكذلك الفريق الذي حافظ على لقبي الكأس والدرع موسم 1961\1962 , وهو جزءاً لا يتجزأ من فريق توتنهام الذي حقق أول لقب أوروبي لانجلترا لقب كأس الكؤوس الأوروبية موسم 1962\1963 وخلال فترته مع السبيرز عرض نادي يوفينتوس الإيطالي 100,000 ألف باوند للتعاقد مع كليف لكن مدرب توتنهام آنذاك بيل نيكلسون رفض عرضهم ووصف كليف «باللاعب الذي لا يقدر بثمن» كليف استمر مع توتنهام حتى عام 1968 وشارك في 378 مباراة مع السبيرز وسجل 159 هدف وهو رابع هدافي توتنهام عبر التاريخ بعد جيمي غريفز وبوبي سميث ومارتن تشيفرز ..

## فتره ما بعد توتنهام
كليف جونز بعد مسيرة حافلة مع السبيرز إنضم إلى فولهام استمر معهم لموسمين قبل أن يغادر لفريق «كينغ لين» ويعتزل في عام 1971 ..

## بطولات كليف جونز

### مع توتنهام
الدوري الإنجليزي (مرة واحدة) : 1961.

كأس الاتحاد الإنجليزي (ثلاث مرات) : 1961 , 1962 , 1967.

درع الاتحاد الإنجليزي (ثلاث مرات) : 1961 , 1962 , (* 1967 مشتركة مع مانشستر يونايتد).

كأس الكؤوس الأوروبية (مرة واحدة) : 1963.

### مع سوانزي سيتي
وصيف كأس ويلز (مرتين) : 1956، 1957.

## روابط خارجية
- كليف جونز على موقع الاتحاد الدولي (مؤرشف)  (الإنجليزية)
- كليف جونز على موقع الاتحاد الأوربي (الإنجليزية)
- كليف جونز على موقع قاعدة بيانات كرة القدم.إي يو (الإنجليزية)
- كليف جونز على موقع ناشيونال فوتبول تيمز (الإنجليزية)